# سنت نیکولاس ات وید
سنت نیکولاس ات وید (به انگلیسی: St Nicholas-at-Wade) یک روستا و محله مدنی در بریتانیا است که در Thanet واقع شده‌است. سنت نیکولاس ات وید ۸۵۳ نفر جمعیت دارد.